# ماه نشان
ماه نشان (بالفارسية: ماه‌نشان) هي مدينة تقع في إيران في زنجان. يقدر عدد سكانها بـ 4,495 نسمة .